# Novotrepivka, Znameanka
Novotrepivka (în ucraineană Новотрепівка) este un sat în comuna Trepivka din raionul Znameanka, regiunea Kirovohrad, Ucraina.

## Demografie
Componența lingvistică a localității Novotrepivka
     Ucraineană (94,51%)
     Rusă (3,66%)
     Română (1,22%)
     Alte limbi (0,61%)
Conform recensământului din 2001, majoritatea populației localității Novotrepivka era vorbitoare de ucraineană (94,51%), existând în minoritate și vorbitori de rusă (3,66%) și română (1,22%).